# Isabel Ettenauer
Isabel Ettenauer (* 1972 in St. Pölten, Niederösterreich) ist eine österreichische Pianistin und Toy-Piano-Virtuosin.

## Leben
Ihre erste musikalische Ausbildung erhielt sie im Alter von fünf Jahren, mit sieben widmete sie sich dem intensiven Piano-Studium. Nach dem Schulabschluss setzte sie ihre Musikausbildung zunächst in Wien bei Noel Flores und Adrian Cox und später in der Schweiz bei Emmy Henz-Diémand fort. Anschließend ging sie nach London, um bei Peter Feuchtwanger und Philip Mead ihre Fähigkeiten zu vervollkommnen.
1997 erhielt Isabel den Young Artists Preis (St. Pölten), 1999 und 2000 jeweils ein Stipendium für die Dartington International Summer School in Großbritannien, wodurch sie bei Joanna MacGregor und Rolf Hind studieren konnte.
Ettenauer trat u. a. in der Wigmore Hall (London), im Wiener Konzerthaus, beim Festival d’Avignon, an der Opéra de Lille (beide Frankreich), beim Ravello Festival (Italien), beim Uovo Performing Arts Festival (Mailand), beim Making New Waves Festival (Budapest), der Gaudeamus Music Week (Amsterdam), beim Inspiracje Festival Szczecin (Polen), am Rialto Theater Limassol, beim SonoAus Festival (Madrid) und im Castelliotissa Nicosia (Zypern) auf. Weiters spielte sie Konzerte in New York und Washington, sowie im Sommer 2010 in Taipei (Taiwan).
Ihr Londoner Toy-Piano-Debüt bei der BMIC Cutting Edge Series wurde von  britischen Zeitungen als „Pick of the Week“ ausgewählt. 2009 gab es 15 Aufführungen ihres Projekts Circus Lebasi, das ein Auftragswerk von Linz09, der Kulturhauptstadt Europas, war und das sie gemeinsam mit dem französischen Circus-Künstler Jérôme Thomas während einer zweijährigen Vorbereitungszeit entwickelte.
Für Ettenauers Toy-Piano-Projekt The Joy of Toy sind  über 40 neue Stücke von internationalen Komponisten entstanden, u. a. von Stephen Montague, Henry Brant, Manuela Kerer, Karlheinz Essl, Tom Johnson, Otto Lechner, Tomi Räisänen und Franz Danksagmüller. Im Juni 2006 wurde ihr Debüt-Album The Joy of Toy, mit neun Kompositionen, die eigens für Ettenauer geschrieben wurden, mit dem Pasticciopreis von Radio Österreich 1 ausgezeichnet.

## CD-Veröffentlichungen
- the joy of toy - new music for toy piano (edition eirelav 001, 2005)
- whatever shall be[4] - music for toy instruments and electronics by Karlheinz Essl (edition eirelav 002, 2013)